# Albion
För andra betydelser, se Albion (olika betydelser).

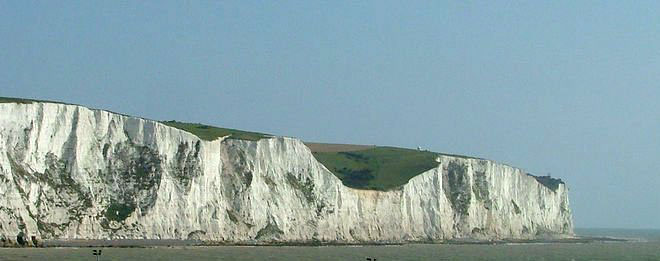
De vita klipporna vid Dover

Albion är det tidigast kända namnet på Storbritannien, men har även använts specifikt för både England och Skottland. Det omnämns av Ptolemaios som Alouion.
Namnet kan ha keltiskt ursprung eller vara ännu äldre, från en urindoeuropeisk ordstam som betyder både "vit" och "berg". På latin betyder albus "vit", och romarna räknade med att namnet kom därifrån, och syftade på de vita klipporna vid Dover.